# Syndactyla ucayalae
A Syndactyla ucayalae a madarak (Aves) osztályának verébalakúak (Passeriformes) rendjébe és a fazekasmadár-félék (Furnariidae) családjába tartozó faj.

## Rendszerezése
A fajt Frank Chapman amerikai ornitológus írta le 1928-ban, az Anachilus nembe Anachilus ucayalae néven. Jelenlegi besorolása vitatott, egyes szervezetek a Simoxenops nembe sorolják Simoxenops ucayalae néven.

## Előfordulása
Bolívia, Brazília és Peru területén honos. A természetes élőhelye a szubtrópusi vagy trópusi síkvidéki esőerdők, vizes területek.

## Megjelenése
Testhossza 19–20 centiméter, testtömege 39–55 gramm.

## Életmódja
Ízeltlábúakkal, (bogarakkal, pókokkal, fülbemászókkal) táplálkozik.